# Leticia Ribeiro
Leticia Ribeiro N. Dos Santos (nascida em 24 de fevereiro de 1979, no Rio de Janeiro) é uma lutadora brasileira faixa preta de jiu-jitsu de 4º grau e várias vezes campeã mundial no esporte. Ela é associada à escola de jiu-jitsu Gracie Humaita. Leticia é considerada uma das 10 melhores lutadoras de jiu-jitsu brasileira de todos os tempos, tendo sido distinguida com menção no Hall da Fama da IBJJF.

## Biografia
Leticia Ribeiro começou a treinar jiu-jitsu brasileiro em 1995, na Academia Gracie da Tijuca, originalmente com Marcelo Machado, aluno de Royler Gracie e da escola Gracie Humaita. Ela inicialmente começou a treinar por razões estéticas, mas rapidamente se apaixonou pela arte e começou a treinar mais a sério. Na época, a Academia Gracie Tijuca tinha a equipe campeã nacional feminina no Brasil.
Ela ganhou vários campeonatos nacionais e mundiais de jiu-jitsu ao longo de sua carreira. Originalmente, começando com a Academia Gracie Tijuca. Ribeiro começou a treinar com seu instrutor original Royler Gracie, eventualmente ganhando sua faixa preta com Gracie. Além de Gracie, Letícia também treina com Vinicius Aieta, Saulo Ribeiro, Xande Ribeiro e outros faixas-pretas da equipe Gracie Humaita.
Leticia é atualmente faixa preta 4º grau em jiu-jitsu brasileiro sob a orientação de Royler Gracie e representa a equipe Gracie Humaita em competições de jiu-jitsu. Atualmente, é instrutora da equipe de competição Gracie Humaita Southbay, ministrando aulas de jiu-jitsu brasileiro de kimono e sem kimono, treinadora da equipe feminina da Gracie Humaita e treinadora da campeã mundial Beatriz Mesquita.

## Vida pessoal
Leticia reside em San Diego, Califórnia, e é bilíngue em inglês e português. Seu parceiro de longa data é o lutador de MMA Fabrício Camões.

## Aparições na mídia
No quarto episódio da 3ª temporada de Wildboyz em 2006; Steve-O e Chris Pontius visitam o Brasil e frequentam a escola de jiu-jitsu Gracie Humaita, no Rio de Janeiro. Royler Gracie enfrenta Chris Pontius e o estrangula, enquanto Leticia derrota Steve-O por finalização com um armlock.

## Títulos
- Campeonato Mundial de Jiu-Jitsu Brasileiro de 2014 – Faixa Preta Feminina Peso Pena 3º Lugar
- Campeonato Mundial de Jiu-Jitsu Brasileiro 2012 – Faixa Preta Feminina Peso Pena 1º Lugar
- Campeonato Mundial de Jiu-Jitsu Brasileiro 2011 – Faixa Preta Feminina Peso Pena 1º Lugar
- Campeonato Europeu de Jiu-Jitsu Brasileiro de 2011 – Faixa Preta Feminina Peso Pena 3º Lugar
- Campeonato Mundial de Jiu-Jitsu Sem kimono 2010 – Faixa Preta Feminina Super Pena 1º Lugar
- Campeonato Mundial de Jiu-Jitsu Brasileiro 2010 – Faixa Preta Feminina Peso Pena 1º Lugar
- Campeonato Mundial de Jiu-Jitsu Brasileiro de 2009 – Faixa Preta Feminina Peso Pena 1º Lugar
- Campeonato Mundial de Jiu-Jitsu Sem kimono de 2009 – Faixa Preta Feminina Super Pena 2º Lugar
- Campeonato Mundial de Jiu-Jitsu Brasileiro de 2008 – Faixa Preta Feminina Peso Pena 3º Lugar
- Campeonato Mundial de Jiu-Jitsu Sem kimono de 2008 – Faixa Preta Feminina Super Pena 1º Lugar
- Campeonato Mundial de Jiu-Jitsu Brasileiro de 2007 – Faixa Preta Feminina Peso Pena 3º Lugar
- Copa do Mundo de 2006 Campeonato Brasileiro de Jiu-Jitsu – Faixa Preta Feminina Peso Pena 1º Lugar
- Campeonato Mundial de Jiu-Jitsu Brasileiro de 2006 – Faixa Preta Feminina Peso Pena 1º Lugar
- Campeonato Mundial de Jiu-Jitsu Brasileiro de 2005 – Faixa Preta Feminina Peso Pena 2º Lugar
- Campeonato Estadual de Jiu-Jitsu do Rio de Janeiro 2005 – Faixa Preta Feminino Peso Pena 1º Lugar
- Campeonato Pan-Americano de Jiu-Jitsu 2005 – Faixa Preta Feminina 1º Lugar
- Campeonato Europeu de Jiu-Jitsu Brasileiro de 2005 – Faixa Preta Feminina Peso Pena 1º Lugar
- Desafio 2 – Brasil x Japão – Campeão da Superluta
- Copa do Mundo de 2005 Campeonato Brasileiro de Jiu-Jitsu – Faixa Preta Feminina Peso Pena 1º Lugar
- Campeonato Estadual de Jiu-Jitsu Rio 2004 – Faixa Preta Feminino Peso Pena 1º Lugar
- Campeonato Pan-Americano de Jiu-Jitsu 2004 – Faixa Preta Feminina 1º Lugar
- Campeonato Mundial de Jiu-Jitsu Brasileiro de 2003 – Faixa Preta Feminina Peso Pena 3º Lugar
- Copa do Mundo de 2003 Campeonato Brasileiro de Jiu-Jitsu – Faixa Preta Feminina Peso Pena 1º Lugar
- Campeonato Pan-Americano de Jiu-Jitsu de 2003 – Faixa Preta Feminina Peso Pena 1º Lugar
- Campeonato Brasileiro de Jiu-Jitsu 2003 – Faixa Preta Feminina Peso Pena 1º Lugar
- 2003 Terceiro Desafio Faixa Preta – Campeão de Superluta
- Campeonato Mundial de Jiu-Jitsu Brasileiro de 2002 – Faixa Preta Feminina Peso Pena 1º Lugar
- Campeonato Brasileiro de Jiu-Jitsu de 2002 – Faixa Preta Feminina Peso Pena 2º Lugar
- Campeonato Mundial de Jiu-Jitsu Brasileiro de 2001 – Faixa Preta Feminina Peso Pena 2º Lugar
- Campeonato Mundial de Jiu-Jitsu Brasileiro de 2000 – Faixa Preta Feminina Peso Pena 1º Lugar
- Campeonato Brasileiro de Jiu-Jitsu de 2000 – Faixa Marrom Feminino Peso Pena 1º Lugar
- 2000 Campeonato Estadual de Jiu-Jitsu do Rio de Janeiro – Faixa Marrom Feminino Peso Pena 1º Lugar
- Campeonato Mundial de Jiu-Jitsu Brasileiro de 1999 – Faixa Marrom Feminina Peso Pena 3º Lugar
- Campeonato Brasileiro de Jiu-Jitsu 1999 – Faixa Marrom Feminina Peso Pena 1º Lugar
- Campeonato Estadual de Jiu-Jitsu Rio 1999 – Faixa Marrom Feminino Peso Pena 1º Lugar
- Campeonato Brasileiro de Jiu-Jitsu de 1998 – Faixa Roxa Feminina Peso Pena 1º Lugar
- Campeonato Estadual de Jiu-Jitsu Rio 1998 – Faixa Roxa Feminina Peso Pena 1º Lugar
- Campeonato Brasileiro de Jiu-Jitsu de 1997 – Faixa Roxa Feminina Peso Pena 2º Lugar
- 1997 Campeonato Estadual de Jiu-Jitsu do Rio de Janeiro – Faixa Roxa Feminina Peso Pena 1º Lugar
- 1996 Campeonato Estadual de Jiu-Jitsu do Rio de Janeiro – Faixa Azul Feminino Peso Pena 1º Lugar
- Campeonato Brasileiro de Jiu-Jitsu de 1996 – Faixa Azul Feminino Peso Pena 1º Lugar